# Jeux asiatiques de 1978
Navigation
Édition précédente Édition suivante
Les VIIIe Jeux asiatiques se sont déroulés du 9 au 20 décembre 1978 à Bangkok, en Thaïlande. Ils ont rassemblé 3 842 participants de 19 pays asiatiques dans 19 disciplines.

## Sports et disciplines
Les athlètes se sont affrontés dans 19 disciplines. La voile fait son retour tandis que le bowling et le tir à l'arc sont au programme pour la première fois.
- Athlétisme
- Badminton
- Basket-ball
- Bowling
- Boxe
- Cyclisme
- Escrime
- Football
- Gymnastique
- Haltérophilie
- Hockey sur gazon
- Lutte
- Natation
- Tennis
- Tennis de table
- Tir
- Tir à l'arc
- Voile
- Volley-ball

## Délégations présentes
Les Jeux asiatiques 1978 ont vu la participation de 3 842 athlètes représentant 19 délégations.
Le Japon termine une nouvelle fois largement en tête du tableau des médailles. La Thaïlande, pays organisateur, est cinquième.
| Rang  | Nation        | Or  | Argent | Bronze | Total |
| ----- | ------------- | --- | ------ | ------ | ----- |
| 1     | Japon         | 70  | 58     | 49     | 177   |
| 2     | Chine         | 51  | 55     | 45     | 151   |
| 3     | Corée du Sud  | 18  | 20     | 31     | 69    |
| 4     | Corée du Nord | 15  | 13     | 15     | 43    |
| 5     | Thaïlande     | 11  | 11     | 20     | 42    |
| 6     | Inde          | 11  | 11     | 6      | 28    |
| 7     | Indonésie     | 8   | 7      | 18     | 33    |
| 8     | Pakistan      | 4   | 4      | 9      | 17    |
| 9     | Philippines   | 4   | 4      | 6      | 14    |
| 10    | Iraq          | 2   | 4      | 6      | 12    |
| 11    | Malaisie      | 2   | 1      | 4      | 7     |
| 12    | Singapour     | 2   | 1      | 3      | 6     |
| 13    | Mongolie      | 1   | 3      | 5      | 9     |
| 14    | Liban         | 1   | 1      | 0      | 2     |
| 15    | Syrie         | 1   | 0      | 0      | 1     |
| 16    | Birmanie      | 0   | 3      | 3      | 6     |
| 17    | Hong Kong     | 0   | 2      | 3      | 5     |
| 18    | Sri Lanka     | 0   | 0      | 2      | 2     |
| 19    | Koweït        | 0   | 0      | 1      | 1     |
| Total | Total         | 201 | 198    | 226    | 625   |